# 韦尔卡纳
韦尔卡纳（義大利語：Vercana），是意大利科莫省的一个市镇。总面积14平方公里，人口759人，人口密度54.2人/平方公里（2009年）。ISTAT代码为013239。